# Gennadiy Morozov
Gennady Vladimirovich Morozov (Moscou, 30 de dezembro de 1962) é um ex-futebolista profissional e treinador russo que atuava como defensor.

## Carreira
Gennadiy Morozov fez parte do elenco da Seleção Soviética de Futebol, da Copa de 1986.